# Йованович, Сава
Сава (Саво) «Сирогойно» Йованович (серб. Сава (Саво) "Сирогојно" Јовановић; 21 апреля 1926 — май 1944) — югославский партизан-бомбаш, участник Народно-освободительной войны Югославии. Народный герой Югославии.

## Биография
Родился 21 апреля 1926 в Трнаве (Златибор) в семье бедного крестьянина. Учился в школе села Сирогойно. В детстве пас скот, а в начале 1940-х переехал в Ужице, где работал в пекарне. Его настоящего имени почти никто не знал, поэтому называли его «Сирогойно». Вскоре его уволили, и Сава вынужден был работать чистильщиком обуви. Спал он в разных сараях, вагонах и конюшне. В апреле 1941 года вступил в народное ополчение в Ужице, вёл уличные бои с немцами. 24 сентября 1941 вступил в Ужицкий партизанский отряд в возрасте 15 лет. Пережив суровую зиму 1941-1942 годов, вступил во 2-ю пролетарскую ударную бригаду, став пехотинцем-бомбардировщиком. После серии успешных диверсий был награждён Почётной грамотой от руководства 2-й бригады. В 1943 году был принят в компартию Югославии, хотя по возрасту не соответствовал условиям принятия в партию. Погиб во время боёв своего батальона с частями Русского корпуса (военного формирования русских коллаборационистов). Званием Народного героя Югославии награждён посмертно 24 июля 1953.